# Hideo Takubo
Hideo Takubo (japanisch 田久保 英夫, Takubo Hideo; geboren 25. Januar 1928 in Tokio; gestorben 14. April 2001) war ein japanischer Schriftsteller.

## Leben und Wirken
Hideo Takubo arbeitete als Jugendlicher während des Pazifikkriegs in Werkstätten und Krankenhäusern. Nach dem Krieg studierte er an der Keiō-Universität, an der er 1953 seinen Abschluss machte. Das traditionelle Gasthaus seiner Eltern und das Aufwachsen in einer schlichten Umgebung Tokios wurden zu wesentlichen Elementen seiner Literatur. Man wurde auf ihn aufmerksam, als er 1961 „Kaikin“ (解禁), etwa „Ende der Schonzeit“, veröffentlichte, einen Bericht über seine Jugend. Mit dem Akutagawa-Preis für „Fukai kawa“, „Tiefer Fluss“, war er in der literarischen Welt angekommen. Das Buch erzählt die Geschichte eines Studenten, der sich während des Koreakriegs um die Pferde auf einer amerikanischen Militärbasis auf einer japanischen Hochebene kümmert. In „Kodama-shū“, etwa „Echo-Sammlung“, beschäftigt sich Takubo mit dem Ableben von Verwandten und Freunden.

### Auszeichnungen
- 1969 Akutagawa-Preis für „Fukai kawa“ (深い河), „Tiefer Fluss“
- 1976 Mainichi-Kulturpreis für „Kami no wa“ (髪の環), etwa „Der Haarknoten“
- 1979 Preis des Kultusministers für „Shokubai“ (触媒), „Katalysator“
- 1985 Kawabata-Yasunari-Literaturpreis für „Tsujibi“ (辻火), etwa „Feuer am Straßenrand“
- 1986 Yomiuri-Preis für „Kaizu“ (海図), „Seekarte“
- 1997 Noma-Literaturpreis für „Kodama-shū“ (木霊集), etwa „Echo-Sammlung“